# Cunizza da Romano
Cunizza da Romano (1198 – dopo il 1279) è stata una nobildonna italiana, figlia di Ezzelino II da Romano e sorella di Ezzelino III e Alberico da Romano.

## Biografia

### Giovinezza
La sua biografia ci è nota, più che dagli scarsi documenti storici, dalle fonti cronachistiche e letterarie, sebbene queste non possano essere considerate pienamente affidabili. Le principali fonti sono la Cronica in factis et circa facta Marchiae Trivixanae di Rolandino da Padova e la Chronica dominorum Ecelini et Alberici fratrum de Romano di Gerardo Maurisio da Vicenza, ambedue relative alle vicende delle rispettive città nel periodo ezzeliniano. Alle sue vicende amorose si accenna con ironia nelle tenzoni dei trovatori Jaufre Reforzat de Trets, Uc de Saint Circ e Johanet d'Albusson, mentre le sono solidali Peire Guilhem de Luserna e Sordello da Goito.
Cunizza era l'ultimogenita di Ezzelino II da Romano e di Adelaide degli Alberti e nacque probabilmente nel 1198. Il nome Cunizza è la forma italianizzata di Künnecke (forma del basso tedesco per Cunegonda). 
I suoi genitori si erano sposati attorno al 1188, in seguito al ripudio di Ezzelino della terza moglie, Cecilia d'Abano, stuprata per vendetta da Gherardo da Camposampiero,  essendo stato lui originariamente promesso sposo all'ereditiera, sennonché il padre di Ezzelino II era riuscito a persuadere il tutore di questa a sposarla invece al figlio. Adelaide era figlia di Alberto IV, dei conti di Prato e di Mangona, soprannominati "Conti Rabbiosi" . Sua madre era Imilia dei Guidi, figlia di quel Guido Guerra I adottato dalla Gran Contessa Matilde di Canossa e sorella di Guido Guerra II.
Di Adelaide si lodarono in particolare le doti d'ingegno e la sua vasta cultura: Rolandino la descrive dotta nel trivio, nel quadrivio e nell'astrologia giudiziaria. A tal proposito egli cita nella sua Cronica una lettera del marito Ezzelino ai figli Ezzelino e Alberico, scritta attorno al 1228: "Hoc enim dixisse mihi recolo matrem vestram, que stellarum cursus noverat, notabat celestes domos, sciebat etiam judicia planetarum; ait enim: En quia fata parant lacrymosos pandere casus / Gentem Marchixiam fratres abolere potentes / Viderit Axanum, concludent castra Zenonis". Quest'ultima una profezia sul destino dei due fratelli da Romano, i quali, esteso il loro potere e governato in tutto Veneto, avrebbero trovato la loro fine rispettivamente a Cassano (Ezzelino) e nel Castello di San Zenone (Alberico).
Dell'infanzia di Cunizza non si sa nulla né dove nacque, se nei feudi paterni di Onara o di Romano. Oltre ai fratelli Ezzelino ed Alberico, Cunizza ebbe tre sorelle - Palma Novella, Sofia ed Imilia (o Emilia) - e tre sorellastre - Palma, Agnese e Adelasia - avute dai precedenti matrimoni e relazioni del padre.
Eredità e politica matrimoniale nel Veneto del XIII secolo
Come in tutte le famiglie nobili italiane dell'epoca, la ricchezza familiare era distribuita tramite legami di sangue o di matrimonio. I figli di un nobile ricevevano solitamente una fraterna ossia un'eredità equamente divisa. Dal padre, nel 1223, Ezzelino III ottenne per l'appunto una fraterna dei vasti possedimenti assieme a suo fratello Alberico, mentre Cunizza ricevette 3.000 lire veneziane da essere usate come dote. Si denota quindi un cambiamento nelle politiche ereditarie, di matrice più patriarcale rispetto alla generazione precedente, che aveva conosciuto grandi ereditiere come Cecilia d'Abano e Speronella Dalesmanni. La donna poteva accedere ad una parte della propria dote alla morte del marito, tuttavia non sussiste alcun'evidenza che Cunizza recuperò i suoi fondi dotali alla sua seconda vedovanza. 
Ottenuta la sua parte di eredità, Ezzelino III s'adoprò sia militarmente sia attraverso un'accorta politica matrimoniale ad accrescere la sua influenza nel Veneto. Nel 1249 fece imprigionare tre membri della famiglia Dalesmanni, in teoria i suoi più fidati alleati, poiché i tre nobili padovani, infatti, avevano in segreto organizzato un matrimonio tra la loro sorella e il conte Rizzardo da San Bonifacio di Verona, nemico giurato di Ezzelino. Per quest'ultimo l'unione equivaleva ad una dichiarazione di guerra e, finché visse, il da Romano continuò ad usare il matrimonio anche come casus belli, un metodo considerato decisamente poco ortodosso per l'epoca.

### Il primo matrimonio e il ratto di Sordello
Sappiamo di certo che nel 1222, durante la podesteria di Guglielmo Amato, la ventiquattrenne Cunizza sposò il trentaduenne conte Rizzardo da San Bonifacio, figlio di Bonifacio, della famiglia dei conti di Verona. Il matrimonio rientrava nella politica di Ezzelino II, che intendeva distendere i rapporti con la famiglia rivale per introdurre al contempo la propria nella vita pubblica veronese. Non è un caso se, pressoché contemporaneamente, il fratello Ezzelino III sposava la sorella di Rizzardo, Zilia. Un anno prima, l'altro loro fratello Alberico aveva impalmato una nobildonna vicentina, Beatrice, per consolidare la sua posizione nella città berica, i cui territori facevano parte della sua fraterna. Si può intravedere dunque l'abile regia del vecchio Ezzelino II, in procinto di ritirarsi a vita religiosa, di proiettare i fratelli da Romano in primo piano nello scenario politico regionale.
Purtroppo, la tensione tra i due casati non tardò a ricrescere a causa dell'alleanza tra i San Bonifacio e gli Este, famiglia politicamente avversa ai da Romano. Questi ultimi continuarono ad affiancare la pars dei Montecchi contro la pars Comitum con a capo i San Bonifacio. Di conseguenza, sia Ezzelino che suo padre, giudicando Cunizza in pericolo di divenire un ostaggio a casa di Rizzardo, decisero in comune accordo di incaricare il trovatore Sordello da Goito di rapire la congiunta e di riportarla al sicuro alla corte paterna. Secondo Girolamo Biscaro il fatto va collocato tra la seconda metà del 1222 e la fine del 1223, mentre Fernando Coletti lo data nel 1226, sebbene nel 1225 Cunizza risulti già accanto alla cognata Zilia a Treviso e a Oderzo, presso la famiglia d'origine. Certamente nel 1226, quando Ezzelino III divenne podestà di Verona e colse l'occasione per esiliare il cognato Rizzardo, l'unione tra i due coniugi poteva dirsi de facto recisa.
Secondo la vida A, Sordello s'innamorò per divertimento di Cunizza e lei di lui, ancora quando i due vivevano alla corte dei San Bonifacio a Verona, rimanendo tuttavia la loro relazione di natura platonica e conforme al concetto dell'amor cortese. Ne sarebbe prova un partimen tra il trovatore mantovano e Guillem de la Tor -  Uns amics et un’amia -  laddove i due interlocutori chiamano rispettivamente a giudizio Adelaide di Viadana e Cunizza.  Nella vida B, invece, Sordello, descritto come un grande amatore, falso e ingannatore nei confronti delle donne e dei signori presso i quali dimorava, avrebbe corteggiato e sedotto Cunizza, a sua volta donna passionale e attratta dall'avventura, sicché non è da escludere che dopo la fuga il loro rapporto doveva essersi fatto concreto, come sostenuto anche dal Rolandino.
Certamente il ratto di Cunizza suscitò un enorme e diffuso scalpore, amplificato dai trovatori: accenni più o meno velati a questa vicenda sono infatti contenuti in Jaufre Reforzat de Trets, Dui cavalier ioglar mi dizon mal ("Sordel ten hom per cavalier leial, / qar leialmen saup la dona enantir / q’el fes de nueg de son alberc fugir"); in Peire Bremon Ricas Novas,  En la mar major sui e d’estiu e d’invern  ("mas En Sordels joguet a guisa de badoc / qan si mezeis aduis e la fersa el deroc"), ma anche Lo bels terminis m’agenssa  e Tant fort m’agrat del termini novel;  in Granet e Bertran d’Alamano, Pos anc no·us valc amors, senhe·N Bertran ("Pos En Sordel n’a ben camjadas cen") nel quale però si fa più riferimento alla fama di dongiovanni di Sordello, sicuramente accresciuta dall’episodio del rapimento della da Romano.
Nel frattempo, Cunizza aveva avuto un figlio dal marito, chiamato Leoisio o Ludovico, che però dovette lasciare a Verona quando Sordello la rapì. La separazione tra madre e figlio, per quanto dolorosa, era la prassi all'epoca sia in caso d'annullamento del matrimonio sia di vedovanza, per assicurare la stabilità e discendenza della famiglia del marito. Inoltre, non si può escludere che i San Bonifacio non avrebbero esitato a rivendicare anche con la forza la loro patria potestà sul bambino, fastidio che i da Romano volevano evitare, considerato che fecero prelevare di nascosto Cunizza e che non chiesero mai ufficialmente l'annullamento del matrimonio.
Dopo il ratto della consorte, Rizzardo seguitò nella sua alleanza con gli Estensi in opposizione alle ambizioni dell'ex-cognato: nel 1230 e 1231 egli venne imprigionato da Ezzelino per aver attaccato la sua roccaforte a Lonigo nel Vicentino. A seguito della precaria pace di Paquara (1233), il San Bonifacio si trovò sempre più politicamente isolato a Verona, dove Ezzelino III e i Montecchi detenevano ormai saldamente il potere. Nel 1237 Rizzardo fu nuovamente podestà di Mantova, e si riconciliò per breve tempo con Federico II, ma nel giugno 1239, al momento del massimo sforzo dell'Imperatore per affermare la propria autorità nell’Italia settentrionale, egli fu bandito da Verona ed i suoi beni confiscati, così come i marchesi d’Este e l’intera pars guelfa. 
Suo figlio Leoisio aveva intanto ereditato il titolo comitale nel 1237 nonché il controllo del castello di S. Bonifacio. Nel 1243 il giovane conte si ritrovò assediato dal suo stesso zio materno, di persona al comando dell'esercito veronese. Stando alle cronache del Rolandino, Ezzelino in quell'occasione trattò il nipote con molta "familiaritas et dilectio" e lo invitò alla prudenza. In caso si fosse arreso, il da Romano giurò sia di rilasciargli un lasciapassare per riunirsi al padre sia di continuare a detenere il possesso dei suoi beni mobili. Intuendo forse l'impossibilità di difendere oltre la roccaforte, Leoisio accettò la proposta dello zio e gli cedette il castello, che venne subito meticolosamente distrutto da Ezzelino.  Raggiunto il padre Rizzardo a Mantova, Leoisio ne seguirà le sorti fino alla morte di questi nel 1252 e continuerà a militare per la pars guelfa in alleanza cogli Este.

### La relazione con Bonio da Treviso e il secondo matrimonio
La storia amorosa tra Sordello e Cunizza ebbe vita breve: secondo la vida A, Ezzelino III non tardò a bandire il trovatore dalla sua corte, onde preservare la reputazione del suo casato e della sorella, già di suo compromesso per lo scandaloso rapimento. Sordello, inoltre, era di ceto inferiore rispetto ai da Romano e, di conseguenza, la sua relazione con una loro esponente era stata percepita come un tentativo d'arrampicamento sociale da parte del trovatore mantovano. 
La vida B narra di un ulteriore scandalo, che avrebbe portato all'allontanamento di Sordello dalla Marca Trevigiana. Dopo aver abbandonato Verona, i due fuggiaschi avrebbero riparato dapprincipio al castello di Ezzelino a Oderzo, e di lì sarebbero passati in quello vicino di Levada, non lontano da Ponte di Piave, sul confine del territorio di Ceneda, presso Enrico e i figli Guglielmo e Valpertino di Strasso, amici dei da Romano: qui Sordello si innamorò di Otta, figlia di Enrico, e la sposò segretamente. Solo a questo punto, secondo la vida, minacciato dagli Strasso e dai familiari del conte di San Bonifacio, Sordello si sarebbe rifugiato da Ezzelino, attorno quindi al 1227, quando il da Romano, lasciata la carica di podestà di Verona, stabilì nella capitale della Marca la sua corte. Della presenza a Treviso del trovatore mantovano si ha conferma nel dibattito poetico con Peire Bremon Ricas Novas, nel sirventese En la mar majo. Ciononostante tra il 1228 e il 1229, a causa delle pressioni degli Strasso sul loro alleato e forse intuendo di non rientrare più nelle grazie dello stesso Ezzelino, di sicuro infastidito dall'ombra poco onorevole gettata sulla sua famiglia a causa della relazione del trovatore con la sorella, Sordello fu costretto riparare in Provenza, presso la corte del conte Raimondo Berengario IV,  accompagnato dalla fama di poeta ma ancor più di cortigiano e di dongiovanni. Questa partenza è confermata ancora una volta da Peire Bremon, secondo il quale Sordello sarebbe dovuto scappare dall’Italia a causa di un atto "ardito", alludendo o al rapimento di Cunizza o alle nozze segrete con Otta di Strasso.  Dice infatti: "E poiché è tanto pericoloso, Dio voglia che non mi acchiappi, perché egli fece una tale bravata che fra i Lombardi non c’è più spazio per lui" (En la mar majo, vv. 13-14). 
In questi anni si colloca anche il secondo episodio di cui fu protagonista Cunizza e di cui si trova eco in alcuni componimenti trobadorici. Insofferente alla prospettiva di altre alleanze matrimoniali, la nobildonna si era nel frattempo presa per amante il miles trevigiano Bonio, che Girolamo Biscaro ha identificato con Enrico da Bonio, figlio di Giovanni e fratello di Leonardo da Bonio. Enrico aveva figurato in una serie di atti dal 1213 al 1221 col titolo di "judex" e con le funzioni di procuratore del Comune e di console-giudice della curia del podestà. Nel 1221 il suo nome appariva nella lista dei cittadini che nella concione giurarono di osservare le sentenze ed i precetti, che avrebbe pronunciato il legato Ugolino nelle controversie del Comune contro il Patriarca d'Aquileia e il vescovo di Feltre e Belluno. Quando lui e Cunizza si conobbero, Enrico aveva già due matrimoni alle spalle e contratto un terzo con una certa Cecilia; era padre di numerosa prole nonché detentore di una notevole ricchezza.
Dal sirventese del trovatore Uc de Saint Circ in risposta a quello del rivale Peire Guilhem de Luserna, a quanto pare la relazione tra Cunizza ed Enrico non dovette essere incominciata troppo tempo dopo la partenza del loro collega mantovano dalla Marca Trevigiana: " ... diteci invece come lo splendore dei meriti [di Cunizza] diminuisce. Ché io so che donna Cunizza ha fatto quest'anno una tale terna per cui ha perduto la vita eterna... ", e la "terna" forse allude ai tre uomini della da Romano, succedutisi rapidamente uno dietro l'altro: il marito Rizzardo da San Bonifacio, Sordello da Goito e ora Enrico da Bonio. In  Qi na Cuniça guerreja  Peire Guillem de Luzerna aveva infatti preso le difese di Cunizza contro i maldicenti che, per superbia e per invidia, diffondevano null'altro se non calunnie sul suo conto; ad esso Uc de Saint Circ aveva appunto ribattuto col suo Peire Guillem, de Luserna,  esponendo innanzitutto la colpa della nobildonna e decretandone la pena, nonché demolendo con sottile abilità retorica la difesa del proprio interlocutore. Proprio il tono violento dell’accusa mossa nei confronti di Cunizza da parte di Uc de Saint Circ, principale poeta di corte e portavoce di Alberico da Romano, dimostra come neanche questa relazione fosse approvata dai fratelli della da Romano, ancor di più se il suo amante era sposato e con figli. 
Sempre stando alle cronache del Rolandino, Cunizza, profondamente innamorata di Bonio, aveva infatti dato ulteriore scandalo fuggendo con lui. Finalmente liberi, i due amanti intrapresero così un lungo viaggio, dandosi per anni ai sollazzi e alle spese.  A questo secondo episodio sembrerebbe fare riferimento anche Johanet d'Albusson in Vostra dompna, segon lo meu semblan , un ironico sirventese satirico diretto personalmente a Sordello, quando questi ormai risiedeva in Provenza. In esso Johanet, alludendo ai viaggi di Cunizza con Bonio, riferisce al trovatore mantovano che la sua dama (di cui però non fa esplicitamente il nome) lo starebbe imitando: mentre infatti egli conquista la Provenza, l’Inghilterra, la Francia, Lunel, il Limosino, l’Alvernia e il Viennese, la Borgogna e la Spagna -  ossia l’Occidente - la sua signora starebbe conquistando l’impero di Manuele, l’Ungheria e la grande Cumania e ancora la Russia e l’impero che si trova al di là del mare - in breve, tutto l’Oriente - sicché entrambi finiranno insieme per conquistare il mondo. 
Malgrado questa fuga d'amore avesse compromesso i rapporti tra Cunizza e la sua famiglia, tuttavia non furono completamente recisi poiché lei e il suo amante ritornarono dopo anni di avventurosi vagabondaggi a convivere assieme a Treviso, allora governata " contra voluntatem Ecelini " dal fratello Alberico da Romano. In base a quest'ultima precisazione, possiamo fissare il rientro della coppia a non prima del maggio del 1239  quando Alberico, ribellatosi all'ordine dell'Imperatore di deportare in Puglia l'amatissima figlia Adelaide ed il genero Rinaldo d'Este, con l’appoggio di Guecellone V e Biaquino III da Camino aveva occupato la città, sottraendola al fratello Ezzelino (e dunque al controllo imperiale) e riportandola, almeno formalmente, nell’ambito della pars Ecclesie. Cunizza stessa, in segno di riconoscenza per l'ospitalità e protezione, finanziò di tasca propria Alberico nella sua lotta contro il loro fratello Ezzelino e Bonio mise a disposizione le sue risorse militari e s'impegnò a combattere in caso d'attacco. Il quale puntualmente avvenne nel 1242: durante l'assedio di Treviso da parte di Ezzelino, avvenuto secondo Rolandino alla Viglia di Pasqua, Bonio venne ferito da un colpo di spada e morì poco dopo, tragica conclusione di quello che alcuni ritengono essere stato il solo vero amore di Cunizza. 
Malgrado avesse dedicato anni e risorse pecuniarie contro il fratello Ezzelino, Cunizza decise di riconciliarsi anche con lui, soprattutto ora che, perduto il sostegno dell'amante, rischiava di finire in disgrazia economica oltre che politica. Alberico stesso optò per la medesima strada e, approfittando della morte di Guecellone nel 1242, si sbarazzò ben presto anche del previo alleato Biaquino da Camino, accusandolo nel 1244 di tradimento. Molti esponenti di famiglie nobili trevigiane furono inviati al confino a Venezia, e molti altri si trasferirono nel capoluogo lagunare di spontanea volontà, dopo aver subito feroci persecuzioni e distruzioni di case e torri in città.
Nel 1252 moriva intanto a Brescia il marito di Cunizza, Rizzardo da San Bonifacio, il cui matrimonio non era mai stato de iure annullato. Ciò rese la nobildonna ufficialmente libera di contrarre nuove nozze e di fatti il fratello Ezzelino non mancò di procurarle un nuovo consorte, il nobile vicentino Naimerio da Breganze, la cui famiglia, da quanto s'apprende dal cronista Gerardo Maurisio, era legata politicamente ad Ezzelino già dal 1236. Questo secondo matrimonio doveva quindi consolidare un'alleanza di vecchia data; lo stesso Naimerio aveva figurato nel 1250 in qualità di testimone in un atto di compravendita, laddove il da Romano acquistava dei territori dal suo casato. 
Della vita di Cunizza con Naimerio non si sa tuttavia nulla ed oscura è anche la sorte di quest'ultimo. Secondo Rolandino, Naimerio morì prima del cognato Ezzelino "in eius gracia", ma non specifica esattamente in quali circostanze. Altre versioni sulla morte di Naimerio lo vedono assassinato dal cognato o ucciso in battaglia a Longare nel 1256, dove aveva combattuto per conto della fazione ezzeliniana. Battista Pagliarini, invece, riporta come nel 1256 Naimerio avesse abbandonato Vicenza in volontario esilio, imitato da molte altre famiglie locali che similmente a lui preferivano lasciare indietro i loro beni, piuttosto di sopportare oltre la tirannia d'Ezzelino. Lui e questi altri esuli vicentini avrebbero riparato a Padova, a seguito della perdita di potere dei da Romano sulla città. Rimane ignoto se Cunizza seguì il marito in esilio o se rimase accanto al fratello. 
Dopo la morte di Ezzelino, a detta di Rolandino, Cunizza contrasse un nuovo matrimonio con un nobile veronese; questo evento risulta poco probabile, poiché Ezzelino morì nel 1259 quando la sorella aveva superato i sessant'anni. Inoltre, nel suo testamento del 1265, non vi è alcuna menzione di un consorte da parte della donna.

### Gli ultimi anni
Nonostante la rovina della famiglia da Romano seguita dalla morte di Ezzelino nel 1259 a Soncino e all'eccidio di Alberico e dei suoi congiunti nel 1260 a San Zenone, Cunizza riuscì a fuggire dai suoi nemici riparando in tempo in Toscana presso i parenti materni, dove sottoscrisse gli ultimi documenti di cui si ha conoscenza. Si tratta di due atti meramente simbolici che la nobildonna stilò nel tentativo di rivendicare la grandezza della sua famiglia, anche per arginare l'impatto delle antiezzeliniane cronache di Rolandino, pubblicate nel 1262. 
Il primo è datato 1º aprile 1265 e fu redatto nella casa di Cavalcante Cavalcanti: Cunizza donava la libertà a tutti i servi di masnada che erano stati al servizio della sua famiglia, tuttavia questo era già stato sancito anni prima da una bolla del 1258 di papa Alessandro IV. Un'interessante clausola condanna all'inferno tutti gli altri schiavi, che seviziarono Alberico e la sua famiglia a San Zenone.  Nel secondo, compilato nella Rocca di Cerbaia residenza dei conti di Mangona, dal giurista Convenevole da Prato nel giugno del 1279, ella donava a suo cugino il conte Alessandro di Mangona (collocato nel Cocito da Dante) tutti i possedimenti che erano stati dei suoi fratelli nella Marca di Verona, cosa impossibile da attuarsi visto che i beni dei da Romano erano stati confiscati e ridistribuiti dai governi dei Comuni veneti, tra cui il castello di Mussa di proprietà della nobildonna, inglobato dal Comune della Marca Trevigiana. In questo documento si scopre inoltre come Cunizza disponesse di una sostanziosa rendita personale di diecimila lire di piccoli, che le permise di vivere comodamente durante l'esilio. 
Morì negli anni immediatamente successivi al 1279.

## Nella letteratura

### NelParadisodi Dante
Dante Alighieri inserisce Cunizza da Romano, che forse conobbe di persona quando, ormai anziana, viveva in Toscana, nel Canto IX del Paradiso, collocandola nel cielo di Venere fra le anime che vissero sotto l'influsso del «bel pianeta che d'amar conforta». L'incontro segue quello di Carlo Martello e precede quello di Folco da Marsiglia, formando un trittico sulla decadenza della società italiana, in contrasto con la visione estatica del Paradiso; Cunizza, in particolare, condanna le colpe e predice le disgrazie dei popoli «che Tagliamento e Adice richiude», ovvero gli abitanti della Marca di Verona.
La scelta del poeta di inserire nel Paradiso questo personaggio ambiguo è stata dibattuta dai commentatori sin dai tempi più antichi. Jacopo della Lana e l'Ottimo hanno ridimensionato la sua fama, ritenendola una donna "onesta", dedita solamente agli amori cortesi e poetici. Ma molti altri preferiscono descriverla come una lussuriosa che in tarda età si ravvide, assicurandosi la salvezza (secondo le Chiose Cassinesi «sicut fecit Madalena»).
I pareri dei critici moderni sono invece più articolati. Ugo Foscolo è stato tra i primi a domandarsi se Cunizza, sorella del ghibellino Ezzelino, non fosse in realtà un espediente per predire e condannare le sanguinose azioni dei guelfi nella Marca. Simile il commento di Adolfo Bartoli, secondo il quale Dante diede in questo caso precedenza alle proprie opinioni storico-politiche rispetto alle giustificazioni legate alla salvezza di Cunizza.
Tralasciando Benedetto Croce (legge l'episodio come un omaggio di Dante all'affascinante Cunizza), si arriva alle tesi di Elisa Simioni e Manfredi Porena, i quali ribadiscono che tramite la nobildonna il poeta abbia voluto esaltare i da Romano, fieri ghibellini vicini a Federico II e precursori di Cangrande della Scala, in opposizione del guelfismo che, dopo la caduta della casata, dilagava nelle città venete assetato di vendetta. Questo spiega perché Cunizza non è minimamente descritta, né dal punto di vista fisico, né da quello morale: il suo racconto non focalizza su se stessa, ma ha come unico scopo quello di parlare in rappresentanza della sua terra dilaniata.

### In altre opere
La prima opera lirica di Giuseppe Verdi - Oberto, Conte di San Bonifacio - narra in maniera molto libera e di chiaro gusto romantico del matrimonio tra Cunizza e Rizzardo di San Bonifacio. 
Cunizza è menzionata sia nel Sordello di Robert Browning sia nel The Cantos di Ezra Pound.

## Discendenza
Dalle nozze con Rizzardo di San Bonifacio (Verona, 1190 - Brescia, 1252) nacque:
- Leoisio (o Ludovico) di San Bonifacio (Verona, 1224 - Reggio, 1283). Malgrado avesse ereditato il titolo di conte di Verona nel 1237, Leoisio visse da esule per tutta la vita, morendo a Reggio, dove si trovava in veste di podestà. Attorno al 1260 sposò una nobildonna "theotonica" da cui ebbe Vinciguerra, suo erede politico e primogenito, Bonifacio, Troilo e Mabilia, definita da Salimbene "pulcherrima virgo"! Rammentando l’indefettibile fedeltà di Leoisio e dei suoi predecessori al partito guelfo, Salimbene depreca che "comes vero Sancti Bonifatii, qui Veronae dominium habere debeat, vagabundus, ut vidi, ibat per mundum"[9].

Dall'unione di Cunizza con il suo amante Bonio da Treviso non risultano figli né tantomeno dal suo secondo matrimonio con Naimerio da Breganze. 

## Ascendenza
|                          |                                     |                           | Genitori                                  |  |  | Nonni |  |  | Bisnonni             |  |  | Trisnonni         |  |
|                          |                                     |                           |                                           |  |  |       |  |  | Alberico I da Romano |  |  | Ecelo I da Romano |  |
|                          |                                     |                           |                                           |  |  |       |  |  | Alberico I da Romano |  |  | Ecelo I da Romano |  |
|                          |                                     | Gisla                     |                                           |  |  |       |  |  | Alberico I da Romano |  |  |                   |  |
| Ezzelino I da Romano     |                                     |                           |                                           |  |  |       |  |  | Alberico I da Romano |  |  |                   |  |
|                          |                                     | Cunizza                   | ...                                       |  |  |       |  |  |                      |  |  |                   |  |
|                          |                                     | Cunizza                   | ...                                       |  |  |       |  |  |                      |  |  |                   |  |
|                          |                                     | Cunizza                   | ...                                       |  |  |       |  |  |                      |  |  |                   |  |
| Ezzelino II da Romano    |                                     | Cunizza                   |                                           |  |  |       |  |  |                      |  |  |                   |  |
|                          |                                     | Riccardo da Baone         | ...                                       |  |  |       |  |  |                      |  |  |                   |  |
|                          |                                     | Riccardo da Baone         | ...                                       |  |  |       |  |  |                      |  |  |                   |  |
|                          |                                     | Riccardo da Baone         | ...                                       |  |  |       |  |  |                      |  |  |                   |  |
| Auria da Baone           |                                     | Riccardo da Baone         |                                           |  |  |       |  |  |                      |  |  |                   |  |
|                          |                                     | ...                       | ...                                       |  |  |       |  |  |                      |  |  |                   |  |
|                          |                                     | ...                       | ...                                       |  |  |       |  |  |                      |  |  |                   |  |
|                          |                                     | ...                       | ...                                       |  |  |       |  |  |                      |  |  |                   |  |
| Cunizza da Romano        |                                     | ...                       |                                           |  |  |       |  |  |                      |  |  |                   |  |
|                          | Tancredi "Nontigiova" degli Alberti | Alberto III degli Alberti |                                           |  |  |       |  |  |                      |  |  |                   |  |
|                          | Tancredi "Nontigiova" degli Alberti | Alberto III degli Alberti |                                           |  |  |       |  |  |                      |  |  |                   |  |
|                          | Tancredi "Nontigiova" degli Alberti | Sofia di Berardo          |                                           |  |  |       |  |  |                      |  |  |                   |  |
| Alberto IV degli Alberti | Tancredi "Nontigiova" degli Alberti |                           |                                           |  |  |       |  |  |                      |  |  |                   |  |
|                          |                                     | Orabile dei Figuineldi    | Guinildo dei Figuineldi                   |  |  |       |  |  |                      |  |  |                   |  |
|                          |                                     | Orabile dei Figuineldi    | Guinildo dei Figuineldi                   |  |  |       |  |  |                      |  |  |                   |  |
|                          |                                     | Orabile dei Figuineldi    | ...                                       |  |  |       |  |  |                      |  |  |                   |  |
| Adelaide degli Alberti   |                                     | Orabile dei Figuineldi    |                                           |  |  |       |  |  |                      |  |  |                   |  |
|                          |                                     | Guido Guerra I dei Guidi  | Guido I Guerra "Succhia sangue" dei Guidi |  |  |       |  |  |                      |  |  |                   |  |
|                          |                                     | Guido Guerra I dei Guidi  | Guido I Guerra "Succhia sangue" dei Guidi |  |  |       |  |  |                      |  |  |                   |  |
|                          |                                     | Guido Guerra I dei Guidi  | Ermellina di Mangona                      |  |  |       |  |  |                      |  |  |                   |  |
| Imilia dei Guidi         |                                     | Guido Guerra I dei Guidi  |                                           |  |  |       |  |  |                      |  |  |                   |  |
|                          |                                     | Imilia                    | Rinaldo detto "Sinibaldo"                 |  |  |       |  |  |                      |  |  |                   |  |
|                          |                                     | Imilia                    | Rinaldo detto "Sinibaldo"                 |  |  |       |  |  |                      |  |  |                   |  |
|                          |                                     | Imilia                    | ...                                       |  |  |       |  |  |                      |  |  |                   |  |
|                          |                                     | Imilia                    |                                           |  |  |       |  |  |                      |  |  |                   |  |